# Stantonia angustata
Stantonia angustata är en stekelart som beskrevs av Van Achterberg 1987. Stantonia angustata ingår i släktet Stantonia och familjen bracksteklar. Inga underarter finns listade i Catalogue of Life.